# Bronzeville
Bronzeville est un quartier de South Side dans le sud de la ville de Chicago, aux États-Unis. Très peuplé dans la première moitié du XXe siècle, il s'étend sur une vaste zone géographique de la ville (secteurs de Douglas et Grand Boulevard). Du temps fordiste, ce quartier était industriel et ses habitants le nommaient avec fierté « Bronzeville », selon la couleur de peau des Noirs la plus courante aux États-Unis. Selon le dernier recensement de la population en 2010, 44 867 personnes vivaient dans le quartier.

## Histoire
Au début du XXe siècle, Bronzeville était connu comme étant « la métropole noire », l'un des landmarks de Chicago les plus significatifs de la nation de l'histoire urbaine afro-américaine. Entre 1910 et 1920, pendant l'apogée de la « grande migration », la population du quartier a considérablement augmenté quand des milliers d'Afro-Américains ont été opprimés puis chassés par les sudistes et ont émigré à Chicago à la recherche des travaux industriels. Plusieurs personnes célèbres ont été associées au développement du quartier, comprenant ainsi des acteurs, des chanteurs, des poètes et des musiciens célèbres tels que Louis Armstrong ou encore Quincy Jones.

### Le quartier aujourd'hui
Mais subissant les effets conjugués de la désindustrialisation de la Rust Belt, des effets de la Grande Dépression qui a entraîné la fermeture de la plupart des entreprises appartenant à des Noirs. et du retrait de l'État-providence américain, il s'est écroulé socialement (fort chômage, net retrait des institutions et de l'État, taux de mortalité infantile en forte hausse, espérance de vie en baisse, etc.).
Dans ce quartier se trouve l'Institut de Technologie de l'Illinois (IIT), le Wabash Avenue YMCA,, un bâtiment historique qui fut au cours du XXe siècle un important centre social, et le Victory Monument (« Monument de la victoire » ; classé au titre des Chicago Landmarks), une statue qui fut érigée en 1929 en l'honneur du huitième régiment de la Garde nationale de l'Illinois, une unité afro-américaine qui a servi en France pendant la Première Guerre mondiale.

## Logements sociaux

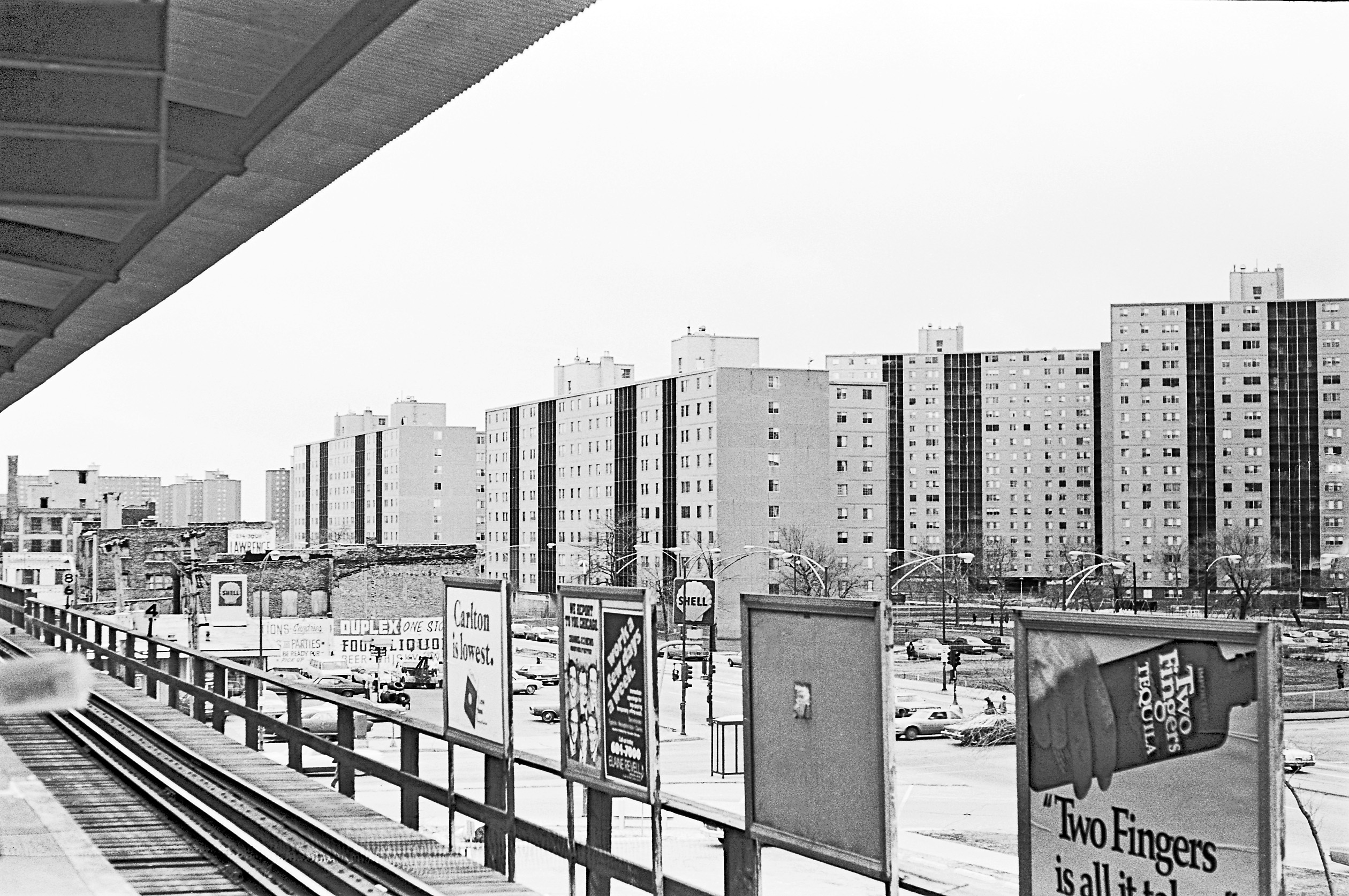
Grand ensemble des Stateway Gardens à la fin des années 1970.

Accentuant cette ségrégation spatiale, les politiques de la ville menées depuis ont construit l'essentiel des immeubles sociaux (housing projects) dans le quartier.
Dans les années 1930/1940, la Chicago Housing Authority (CHA), organisme gérant les logements sociaux de Chicago, construisit plusieurs barres d'immeubles de grande hauteur à travers le quartier pour accueillir une population toujours plus grande. La plupart de ces immeubles se trouvèrent le long de la voie rapide de Lake Shore Drive.
Dans les années 1970/1980, les zones situées à proximité de ces logements étaient dominées par la criminalité et les trafics de drogue. Au fil du temps, ils ont développé de graves problèmes sociaux exacerbés par la pauvreté concentrée parmi les résidents et la mauvaise conception des bâtiments. Le surnom de "Bronzeville" a été utilisé pour la première fois en 1930 par James J. Gentry, un éditeur de théâtre local pour la publication Chicago Bee. Il se réfère à la couleur de la peau brune des Afro-Américains, qui prédominaient en tant que résidents dans ce quartier. Il est devenu un usage courant au cours des décennies.
Comme pour le quartier de Cabrini-Green, ces grands ensembles commencèrent à se dégrader et les autorités municipales décidèrent de les démolir dès le milieu des années 1990 et au début des années 2000 ; au total ce sont 5 grands immeubles pouvant contenir des milliers de personnes qui furent détruits (parmi ces barres d'immeubles, il y avait les Robert Taylor Homes, Dearborn Homes, Harold Ickes Homes, Stateway Gardens et Hillart Homes). Les familles furent relogées par la CHA dans des logements neufs.

### Prairie Shores
Il s'agit d'un projet de logement public contenant 1 677 unités répartis à travers cinq bâtiments, érigé en 1962 par l'hôpital Michael Reese. À l'origine, les Prairie Shores ont été adaptés en tant que logements pouvant accueillir des familles issues de la classe moyenne. Avec le développement adjacent du lac Meadows, il faisait partie du plus grand projet de rénovation urbaine de la ville au moment de sa création en 1946. Le projet total comprenait la construction de l'Institut de Technologie de l'Illinois et du Mercy Hospital. Le développement a été financé en vertu du titre I de la Loi sur le logement de 1949, en utilisant 6,2 millions de dollars américains (49,1 millions de dollars aujourd'hui) de subventions.

## Accessibilité

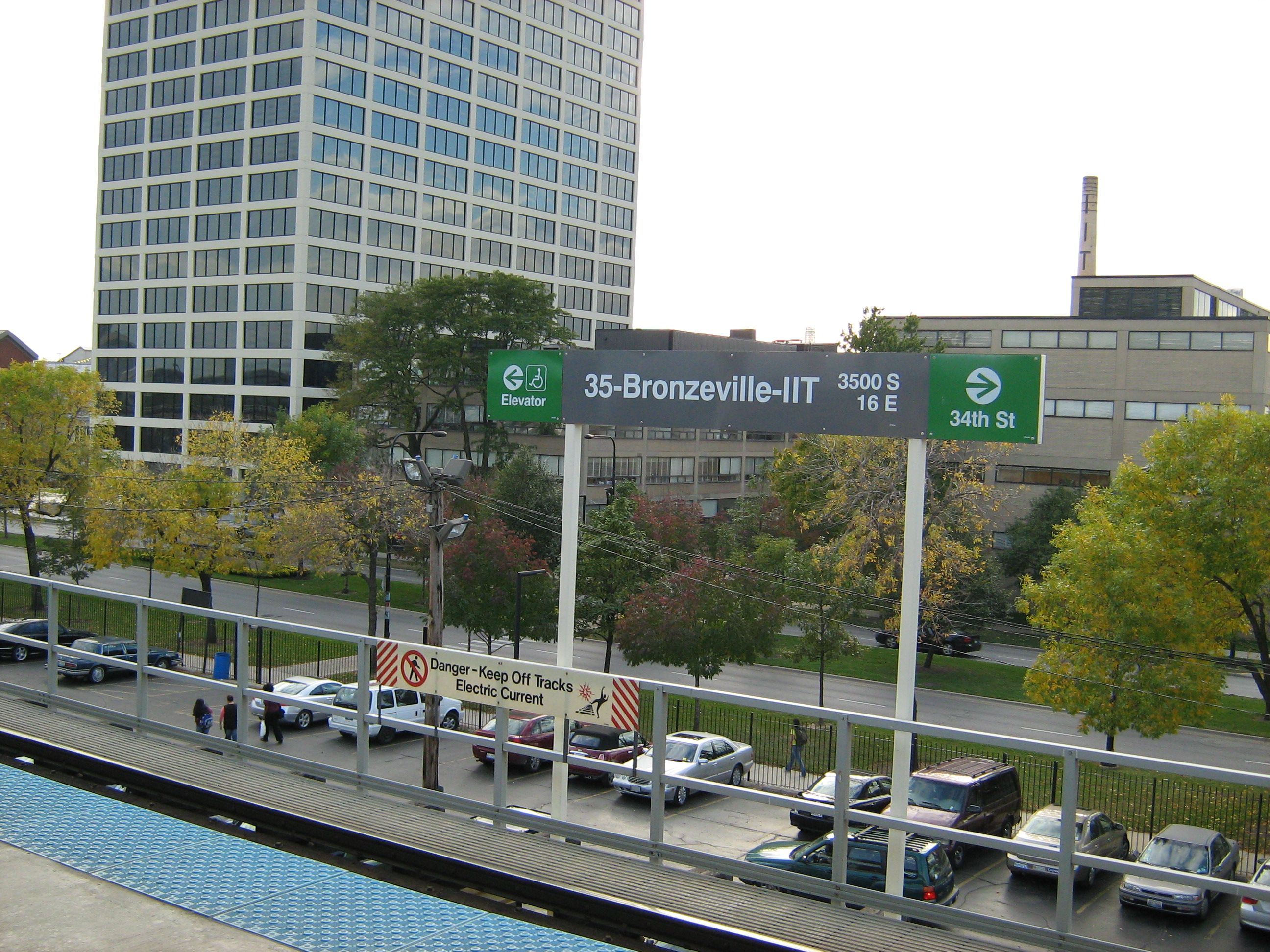
La station 35th-Bronzeville-IIT dessert le quartier.

Bronzeville est accessible par l'intermédiaire des lignes verte et rouge du métro de Chicago (station 35th-Bronzeville-IIT) ou par la ligne principale de la voie de chemin de fer de trains de banlieue Metra.

## Lieux remarquables
- Victory Monument
- Wabash Avenue YMCA
- Ida B. Wells-Barnett House
- Institut de technologie de l'Illinois